# Paso de Indios megye
Paso de Indios egy megye Argentínában, Chubut tartományban. A megye székhelye Paso de Indios.

## Települések
A megye a következő nagyobb településekből (Localidades) áll:
- Los Altares
- Cerro Cóndor
- Paso de Indios

Kisebb települései (Parajes):